# Comissão do Distrito Federal
A Comissão do Distrito Federal foi uma comissão do Senado Federal do Brasil responsável por exercer o Poder Legislativo do Distrito Federal. Estabelecida em abril de 1960, projetou-se que teria curta duração, até 1962, quando eleições para o legislativo distrital seriam realizadas. No entanto, como o pleito não foi organizado conforme previsto, o legislativo permaneceu sendo exercido pelos senadores nas décadas seguintes. Em 1990, os brasilienses elegeram a primeira legislatura da Câmara Legislativa, que substituiu a Comissão do Distrito Federal. Durante sua existência, a Comissão desempenhou funções típicas dos parlamentos, incluindo o julgamento das contas e ações do governador, a análise e deliberação das leis propostas e aprovação de conselheiros designados para Tribunal de Contas.

## História

### Criação
A cidade de Brasília foi inaugurada em 21 de abril de 1960, se tornando a nova capital federal do Brasil. Poucos dias antes, em 13 de abril, o presidente da República, Juscelino Kubitschek, sancionou a Lei nº 3.751, dispondo sobre a organização administrativa do Distrito Federal. Em seu artigo sexto, estava estabelecido que as funções do Poder Legislativo seriam exercidas pela Câmara do Distrito Federal, composta por vinte vereadores com mandatos de quatro anos, eleitos pelo voto popular direto em eleições simultâneas com o Congresso Nacional. Como as eleições só ocorreriam em 3 de outubro de 1962, o Congresso Nacional foi incumbido por legislar sobre temas pertinentes à capital. A Emenda Constitucional de nº 3, de 24 de maio de 1961, referiu que o prefeito do Distrito Federal seria nomeado pelo presidente da República, com a aprovação do Senado Federal, bem como reforçou que o legislativo distrital seria eleito pelo povo, "com as funções que a lei federal lhe atribuir."
As eleições legislativas, no entanto, não foram realizadas, mantendo com o Congresso Nacional as atribuições que seriam originárias ao parlamento local. Neste contexto, a Câmara dos Deputados editou a Resolução nº 63, de 22 de novembro de 1961, estabelecendo a "Comissão do Distrito Federal", que contaria com a representação de todos os partidos e teria poderes para "opinar sobre as proposições relativas à organização administrativa e judiciária do Distrito Federal e a qualquer assunto relacionado exclusivamente com o Distrito Federal, inclusive orçamento, criação e modificação de tributos locais, criação e organização de serviços subordinados à Prefeitura do Distrito Federal e prestação de contas do respectivo Prefeito." De igual modo, o Senado Federal estabeleceu a "Comissão do Distrito Federal" por meio da Resolução nº 17, de 12 de julho de 1962.

### Funcionamento
Em outubro de 1969, a Emenda Constitucional nº 1, em seu artigo dezessete, fixou: "Caberá ao Senado Federal discutir e votar projetos de lei sobre matéria tributária e orçamentária, serviços públicos e pessoal da administração do Distrito Federal." Inicialmente formada por sete membros, a Comissão do Distrito Federal aumentou seu tamanho para 11 senadores da República. O primeiro presidente da comissão, o senador Lino de Matos, declarou: "É verdade que o Congresso Nacional, enquanto não se elegia a Câmara de Vereadores, legislava para Brasília. Mas, ao Senado cabia, na prática, assentir nas proposições aprovadas pela Câmara dos Deputados." Quanto ao trabalho da comissão, conforme afirmado pela escritora Edilenice Passos, "a Comissão sofreu críticas por seus membros serem representantes de outras unidades da Federação e estarem mais preocupados em resolver os problemas de seus eleitores, e, acima de tudo, por ser órgão homologador de atos governamentais sem grandes debates."
Nos anos seguintes, a pertinência da comissão voltou a ser questionada. O senador mineiro Itamar Franco, durante pronunciamento na tribuna do Senado Federal em 1980, questionou: "Como teremos condições de discutir os problemas de Brasília se somos forasteiros? Se não os conhecemos em profundidade? Além disso, como poderia um senador ocupar a tribuna para debater questões como calçamento, água, luz, esgoto, policiamento de Brasília?" Da mesma forma que Itamar, outros senadores também apoiavam a necessidade do Distrito Federal obter sua própria representação política. Entre outras atividades desempenhadas naquela década, a comissão até mesmo realizou investigações sobre contratos firmados pelo governo distrital, encaminhando seu relatório para apreciação do Ministério Público.
Diante da falta de representantes eleitos, os brasilienses buscaram exercer a fiscalização do executivo através dos meios de comunicação, especialmente do rádio. Ao mesmo tempo, os que se opunham à ideia de representação direta alegavam que seria contraproducente que o governador fosse eleito pelo voto por conta da possibilidade de surgirem conflitos políticos com o presidente da República se ambos fossem opositores. Apelidada da "a cidade cassada", surgiram movimentos, ainda na década de 1970, que lutaram pela autonomia política do Distrito Federal. O político mineiro Tancredo Neves, ao propor eleições diretas, afirmou: "Existem cidadãos cassados, mas não pode haver uma cidade cassada." Outra frente, através do Comitê pelo Voto no Distrito Federal, tentou persuadir congressistas a aprovarem a autonomia política do Distrito Federal.

### Constituição de 1988 e processo de autonomia política
Os brasilienses foram às urnas pela primeira vez nas eleições de 1986, elegendo seu governador e seus senadores e deputados federais. Após este primeiro passo de autonomia política, a Constituição brasileira de 1988 estabeleceu as eleições diretas para o legislativo distrital. Entretanto, até as eleições serem organizadas e os membros empossados, o Senado manteve a competência legislativa sobre o Distrito Federal. Em 16 de novembro de 1988, a Resolução de nº 157 da câmara alta expandiu os membros do órgão para 21 e fixou uma série de novas competências que seriam desempenhadas, interinamente, pelo Senado. Entre elas, o julgamento do governador e do vice por crimes de responsabilidade e suas contas, a apreciação dos vetos do governador, a realização de audiências, entre outras. Além dos membros da comissão e do governador, também poderiam apresentar projetos de lei que versavam sobre o Distrito Federal todos os demais senadores e os deputados federais eleitos pelo Distrito Federal.
De 1988 a 1990, foram apresentados 178 projetos de lei, com o executivo distrital sendo o autor da maior parte das proposições. Apenas um senador que não representava o Distrito Federal, o senador Áureo Mello, do Amazonas, foi autor de um projeto que versava sobre a capital. Do total de projetos, 137 foram aprovados e sancionados. Em outubro de 1990, finalmente, os brasilienses escolheram pela primeira vez seu legislativo local. Foram eleitos 24 deputados distritais para a Câmara Legislativa do Distrito Federal. A primeira legislatura foi empossada em 1º de janeiro de 1991 e a ela foi incumbida a organização administrativa inicial da casa e a elaboração de leis relevantes para o Distrito Federal, como a Lei Orgânica. Até a adoção de seu próprio regimento interno, a Câmara Legislativa manteve o Regimento Interno do Senado Federal como guia para seu funcionamento.

## Presidentes

Cattete Pinheiro foi quem presidiu a comissão por maior período, de 1971 a 1974

Mauro Borges foi presidente da comissão de 1985 a 1986

De 1962 a 1990, a Comissão foi presidida pelos seguintes senadores da República:
| Presidente         | Estado              | Início | Fim  |
| ------------------ | ------------------- | ------ | ---- |
| Lino de Matos      | São Paulo           | 1962   | 1963 |
| Aurélio Vianna     | Guanabara           | 1964   | 1965 |
| Silvestre Péricles | Alagoas             | 1966   | 1967 |
| João Abrahão       | Goiás               | 1967   | 1968 |
| Lino de Matos      | São Paulo           | 1968   | 1969 |
| Dinarte Mariz      | Rio Grande do Norte | 1970   | 1971 |
| Cattete Pinheiro   | Pará                | 1971   | 1974 |
| Heitor Dias        | Bahia               | 1975   | 1976 |
| Wilson Gonçalves   | Ceará               | 1977   | 1978 |
| Jessé Freire       | Rio Grande do Norte | 1978   | 1979 |
| Lázaro Barbosa     | Goiás               | 1979   | 1980 |
| Lourival Baptista  | Sergipe             | 1981   | 1982 |
| Alexandre Costa    | Maranhão            | 1983   | 1984 |
| Mauro Borges       | Goiás               | 1985   | 1986 |
| Humberto Lucena    | Paraíba             | 1986   | 1987 |
| Meira Filho        | Distrito Federal    | 1987   | 1988 |
| Mauro Benevides    | Ceará               | 1989   | 1990 |

## Outras capitais nacionais
Em outros países, a autonomia política e administrativa de subdivisões que hospedam capitais nacionais também foi objeto de debate. Nos Estados Unidos, o Distrito de Colúmbia só garantiu em 1973 que o Congresso lhe outorgasse poderes para a execução de determinados poderes no âmbito local. No ano seguinte, os moradores do Distrito de Colúmbia elegeram pela primeira vez em um século seu prefeito e os doze membros do legislativo local. No Reino Unido, os eleitores da Região de Londres aprovaram um referendo em 1998 que estabeleceu o cargo de prefeito e o legislativo local, cujos ocupantes eram eleitos diretamente.